# Frederick Evelyn
Frederick Evelyn, 3e baronnet (1734 - 1er avril 1812) est un aristocrate britannique.

## Biographie

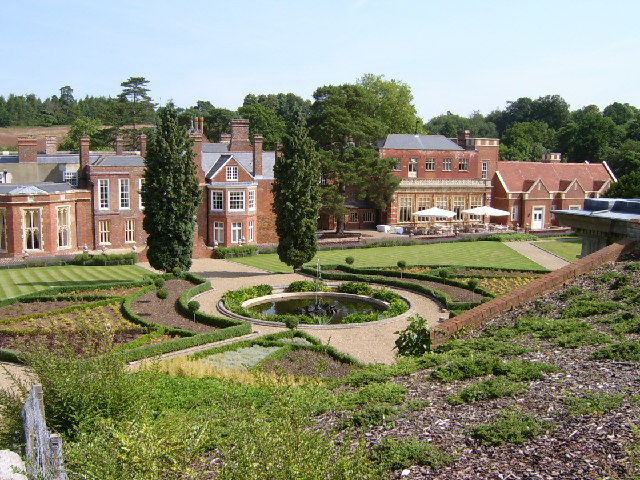
Wotton House à l'arrière

Il est né en 1734, fils unique de John Evelyn (2e baronnet), et sert dans le Light Horse d'Elliot lors de la bataille de Minden en 1759, pendant la guerre de Sept Ans. Il succède à son père comme baronnet le 11 juin 1767 et hérite de Wotton House, dans le Surrey. 
Il est membre du Jockey Club et se marie le 8 août 1769 à Marylebone, avec Mary Turton, fille et héritière de William Turton du Staffordshire. Ils n'ont pas d'enfants et à sa mort, à l'âge de 78 ans, le titre baronnet passe à son cousin John Evelyn et ses domaines passent à sa veuve. Elle est décédée le 12 novembre 1817, à l'âge de 72 ans. Ils sont tous deux enterrés à Wotton, Surrey. Elle confie les domaines de Wotton et de Sayes Court à un autre John Evelyn, cousin de son mari, qui, comme son mari, est le sixième descendant de George Evelyn (décédé en 1603), de Kingston upon Thames, de Long Ditton, de Godstone et de Wotton. 